# Бажаниха
Бажаниха (Вовнянка, Повстянка) — річка  в Україні, у Немирівському  районі Вінницької області, ліва притока Кропив'янки  (басейн Південного  Бугу).

## Опис
Довжина річки 14 км. Формується з багатьох безіменних струмків, приток та водойм.  Площа басейну 62,6 км².
Притоки: Вовчок, Червона (праві).

## Розташування
Бере  початок на південному сході від Білки. Тече переважно на південний захід серез Ситківці і біля Вищої Кропивни впадає у Кропив'янку, ліву притоку Південного Бугу.